# Johan Gustaf Hjalmar Kinberg
Johan Gustaf Hjalmar Kinberg, genannt Hjalmar, (* 13. Mai 1820 in Grönby församling, Schonen; † 29. August 1908 in Stockholm) war ein schwedischer Veterinärmediziner und Zoologe.
Kinberg studierte  ab 1838 Medizin in Lund mit dem Magister-Abschluss 1844 und der Promotion 1850. Danach war er unter anderem Militärarzt für die dänische Armee in Schleswig (1850) und von 1851 bis 1853 als Schiffsarzt und Zoologe an der Weltumseglung der Fregatte Eugenie (unter dem Kapitän Christian Adolf Virgin (1797–1870), der auch Diplomat und später Konteradmiral war) beteiligt und verfasste zoologische Beiträge zum Expeditionsbericht über Anneliden (Annulata, 2 Hefte 1857/58). Von 1853 bis 1856 war er Prosektor und Adjunkt für Anatomie am Karolinska-Institut in Stockholm. Daneben lehrte er am Veterinärinstitut, von 1859 bis 1888 als Professor. Von 1856 bis 1862 und von 1872 bis 1886 war er dessen Direktor.
Als Zoologe befasste er sich vor allem mit Ringelwürmern (Anneliden), von denen er zahlreiche Gattungen und Familien erstmals wissenschaftlich beschrieb. Für Beiträge zur archäologischen Zoologie erhielt er 1871 die Goldmedaille der schwedischen Historiker- und Antikenakademie.
1860 war er einer der Gründer und erster Vorsitzender der schwedischen Vereinigung der Veterinärmedizin und er gab zwei Zeitschriften für Veterinärmedizin mit heraus: von 1861 bis 1863 mit Fredriik Lundberg die Tidskrift för veterinärer, hästvänner och landthushållare und von 1875 bis 1882 die Tidskrift för veterinärer och landthushållare.
Er war auch ein großer Sammler von Büchern, Münzen und Medaillen. Einige marine Organismen sind nach ihm benannt, wie Ophiura kinbergi, Amphiura kinbergi.

## Schriften
- Synopsis suturarum et epiphysium 1869
- Sur les animaux domestiques pendant les temps préhistoriques, Archäologischer Kongress Stockholm 1874
- Eddas naturhistoria 1880 (zur Naturgeschichte in der Edda)

Er arbeitete an der schwedischen Ausgabe des Lehrbuchs der Zoologie von Henri Milne-Edwards mit (1860) und an Svenska foglarne (Schwedische Vögel, Band 2 bis 4, 1883 bis 1886) von Carl Jacob Sundevall (1801–1875).